# Hemibystra rungwemontis
Hemibystra rungwemontis là một loài tò vò trong họ Ichneumonidae.